# Vòng loại giải vô địch bóng đá thế giới 2014 khu vực châu Đại Dương (vòng 1)
Vòng loại World Cup 2014 khu vực châu Đại Dương có 4 đội bóng tham gia, diễn ra từ ngày 22 đến 26 tháng 11 năm 201] tại Apia, Samoa.

## Các đội tham gia
Dựa vào Bảng xếp hạng FIFA tháng 7 năm 2011, đã lựa chọn ra các đội bóng tham dự vòng loại.
- Samoa thuộc Mỹ
- Quần đảo Cook
- Samoa
- Tonga

## Kết quả
| Đội            | St | T | H | B | BT | BB | HS | Đ |
| -------------- | -- | - | - | - | -- | -- | -- | - |
| Samoa          | 3  | 2 | 1 | 0 | 5  | 3  | +2 | 7 |
| Tonga          | 3  | 1 | 1 | 1 | 4  | 4  | 0  | 4 |
| Samoa thuộc Mỹ | 3  | 1 | 1 | 1 | 3  | 3  | 0  | 4 |
| Quần đảo Cook  | 3  | 0 | 1 | 2 | 4  | 6  | −2 | 1 |

|                | Samoa thuộc Mỹ | Quần đảo Cook | Samoa | Tonga |
| -------------- | -------------- | ------------- | ----- | ----- |
| Samoa thuộc Mỹ | —              | 1–1           | 0–1   | 2–1   |
| Quần đảo Cook  | —              | —             | 2–3   | 1–2   |
| Samoa          | —              | —             | —     | 1–1   |
| Tonga          | —              | —             | —     | —     |

| Samoa thuộc Mỹ      | 2–1      | Tonga    |
| ------------------- | -------- | -------- |
| Ott 43' · Luani 74' | Chi tiết | Feao 88' |

| Quần đảo Cook | 2–3      | Samoa                        |
| ------------- | -------- | ---------------------------- |
| Best 35', 84' | Chi tiết | Gosche 19', 36' · Bell 90+1' |

| Samoa thuộc Mỹ | 1–1      | Quần đảo Cook   |
| -------------- | -------- | --------------- |
| Luani 24'      | Chi tiết | Luvu 62' (l.n.) |

| Samoa                | 1–1      | Tonga         |
| -------------------- | -------- | ------------- |
| Easthope 43' (ph.đ.) | Chi tiết | Taufahema 81' |

| Tonga                       | 2–1      | Quần đảo Cook |
| --------------------------- | -------- | ------------- |
| Maamaaloa 26' · Falatau 90' | Chi tiết | Harmon 35'    |

| Samoa    | 1–0      | Samoa thuộc Mỹ |
| -------- | -------- | -------------- |
| Malo 89' | Chi tiết |                |

## Bàn thắng
Có tất cả 16 được ghi trong 6 trận đấu, trung bình 2,67 bàn 1 trận.
2 bàn
| - Shalom Luani | - Campbell Best | - Luki Gosche |

1 bàn
| - Ramin Ott - Grover Harmon - Albert Bell | - Shaun Easthope - Silao Malo - Unaloto Feao | - Kinitoni Falatau - Timote Maamaaloa - Lokoua Taufahema |

1 bàn phản lưới nhà
- Tala Luvu (trận gặp Quần đảo Cook)